# Ипполит (Воробкевич)
Епи́скоп Ипполи́т (рум. Episcop Ipolit, в миру Йоан Воробкевич, рум. Ioan Vorobchievici; 24 мая 1849, Дрэгоешти, Герцогство Буковина, Австрийская империя — 5 августа 1939, Черновцы) — архиерей Румынской православной церкви, епископ Рэдэуцкий (1914—1939), викарий Буковинской митрополии.

## Биография
Родился 24 мая 1849 года в селе Дрэгоешти, недалеко от города Гура-Хуморулуй. После окончания греко-православной Высшей гимназии города Сучава (1869), он получил высшее образование в Черновицком богословском институте (1869—1874), а затем на философском факультете Венского университета (1874—1878).
Вернулся в Буковину, где работал катехизатором и кооператор[уточнить] в Рэдэуци, затем на приходе в Дорна-Кэндренов (1894).
Был пострижен в монашество и назначен экзархом монастырей Буковинско-Далматийской митрополии (1904), затем возведён в сан протосинкелла и назначен игуменом монастыря Драгомирна. В 1910 году становится архимандритом-ставрофором, а в 1918 году — консисториальным архимандритом-митрофором и администратором архидиоцеза (1918). Он получил академические звания доктора богословия и доктора Черновицкого университета honoris causa (1912).
1/14 сентября 1919 года хиротонисан во епископа Рэдэуцкого, викария Буковинской митрополии. Возглавлял митрополию Буковины в период отсутствия митрополитов Владимира (Репты) и Нектария (Котлярчука), а также после их смерти до избрания нового митрополита.
Был награждён великим Крестом Ордена «Корона Румынии», крестом великого офицера ордена «Звезда Румынии» и «Святого Саввы», медалю «награда за церковную работу». При его попечении сохранились художественные ценности монастыря Драгомирна и архиепископии Буковины. Он опубликовал монографию о Драгомирнском монастыре.
Скончался 5 августа 1939 года в городе Черновцы.